# La Praille
Pour les articles homonymes, voir La Praille (homonymie).
La Praille est un quartier du canton de Genève, à cheval sur les communes de Lancy et de Carouge. Essentiellement industriel et commercial, il est organisé autour de la gare de triage de la Praille qui en occupe la plus grande partie.
Des trains de voyageurs du Léman Express desservent également le quartier à ses deux extrémités, aux gares de Lancy-Pont-Rouge et de Lancy-Bachet.
Dans ce quartier se trouvent en particulier les Ports Francs et Entrepôts de Genève depuis 1965, le centre commercial de La Praille depuis 2002 et le Stade de Genève depuis 2003.
Le secteur de la Praille comprend également l'un des principaux postes de transformation électrique du canton depuis 1964. Ce poste, qui appartient aux Services industriels de Genève (SIG), a été complètement rénové pour un montant de 32 millions de francs suisses pour être remis en fonction durant l'été 2006.
Le quartier, avec celui des Acacias et des Vernets, fait partie d'un vaste projet de réaménagement et de développement lancé en 2005 par la Fédération des architectes suisses et repris en 2007 par le Conseil d'État en partenariat avec les CFF.